# Steffen Rothacker
Steffen Rothacker (* 13. April 1987) ist ein früherer deutscher Skeletonsportler.
Steffen Rothacker lebt in Marktschellenberg und startete für den WSV Königssee. Er begann 2002 mit dem Skeletonsport und rückte 2007 ins deutsche Nationalteam auf. 2006 nahm er an seinen ersten Deutschen Meisterschaften teil, bei denen er 13. wurde. In der Saison 2007/08 gab er im Skeleton-Europacup sein internationales Debüt. Bei seinem ersten Rennen in Igls belegte er den 28. Platz. Schon im zweiten Rennen kam er als Neunter erstmals in die Top Ten. In Winterberg konnte Rothacker hinter Alexander Gasznar und David Ludwig erstmals das Podium erreichen. Die Gesamtwertung beendete er auf dem vierten Platz. In der folgenden Saison bestritt er alle acht Rennen und erreichte einzig bei einem der beiden Rennen in Altenberg als Elfter nicht die besten Zehn. In Igls erreichte er hinter Sebastian Haupt und Markus Penz ein zweites Mal als Drittplatzierter das Podium. In der Gesamtwertung wurde er Fünfter. Nach der Saison beendete Rothacker seine aktive Karriere.
Seitdem ist Rothacker als Trainer tätig. Zu seinen Schützlingen gehört Kilian von Schleinitz.